# The Jacksons Live!
Pour les articles homonymes, voir Liste des albums intitulés Live et Live!.
Albums de The Jacksons
In Japan!
(1973) Live at the Forum
(1986)
The Jacksons Live! est un album en concert enregistré par le groupe The Jacksons durant le Triumph Tour en 1981, au cours des concerts de Memphis, New York et Atlanta.
Au cours de cette tournée, le groupe joue certains de ses tubes les plus connus (époque Motown comprise) et son leader Michael interprète cinq titres extraits de son album Off the Wall (1979).
En 1988, la série de concerts est classée par le magazine Rolling Stone comme l’une des 25 meilleurs tournées des années 1967 à 1987.

## Titres
1. Opening/Can You Feel It (Randy & Michael Jackson) – 6:04
2. Things I Do For You (The Jacksons) – 3:38
3. Off the Wall (Rod Temperton) – 4:00
4. Ben (Wazlter Scharf & Don Black) – 3:52
5. This Place Hotel (Michael Jackson) – 4:40
6. She's Out Of My Life (Tom Bahler) – 4:48
7. Movie and Rap, Including Excerpts of: I Want You Back/Never Can Say Goodbye/Got to Be There (The Corporation, Davis & Willensky) – 3:04
8. Medley: I Want You Back/ABC/The Love You Save (The Corporation) – 2:55
9. I'll Be There (H. Davies, W. Hutch, B. West, B. Gordy Jr) – 3:12
10. Rock with You (Rod Temperton) – 3:59
11. Lovely One (Michael & Randy Jackson) – 6:28
12. Working Day and Night (Michael Jackson) – 6:53
13. Don't Stop 'Til You Get Enough (Michael Jackson) – 4:22
14. Shake Your Body (Down to the Ground) (Michael, Randy & Marlon Jackson) – 8:34

## Musiciens
- Michael Jackson : chant, chœurs, danse

- Jackie Jackson : chant, chœurs, percussions, danse

- Marlon Jackson : chant, chœurs, percussions, danse
- Randy Jackson : chant, choeurs, piano, synthétiseur, percussions, danse
- Tito Jackson : chœurs, guitare, danse

### Musiciens additionnels
- David Williams : guitare
- Bill Wolfer : claviers
- Mike McKinney : basse
- Jonathan Moffett : batterie
- East Coast Horns (Alan "Funt" Prater, Broderick "Mac" McMorris, Cloris Grimes, Wesley Phillips) : cuivres